# Seigneur des Ténèbres
Ne doit pas être confondu avec Génie du mal.

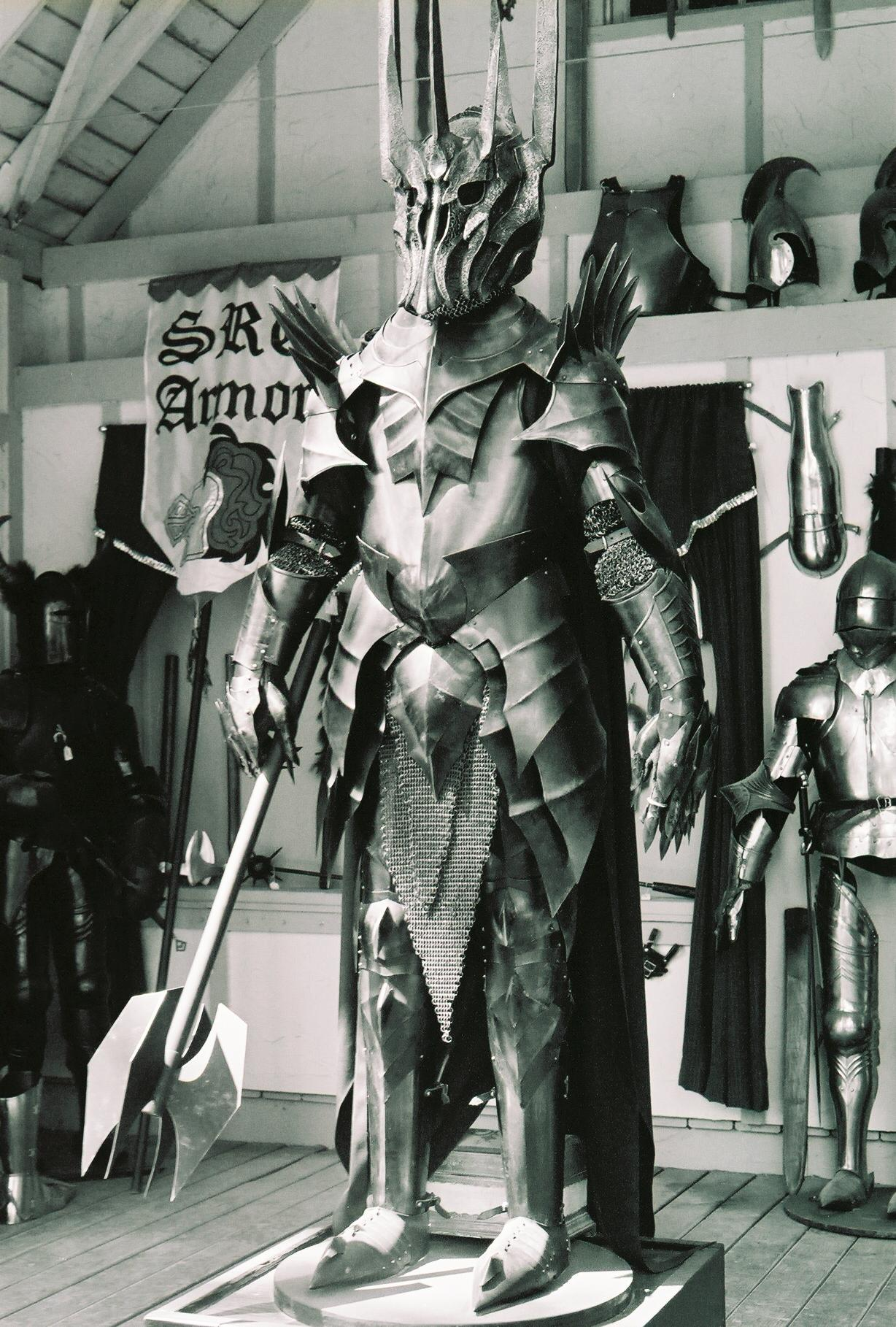
Statue de Sauron, dans le Seigneur des Anneaux, l'un des premiers seigneurs des ténèbres dans la littérature fantastique.

Le Seigneur des Ténèbres (ou Seigneur ténébreux) est un archétype propre au genre de la fantasy. Il désigne un puissant antagoniste démoniaque qui manifeste l'intention de dominer, désacraliser ou détruire le monde,, la galaxie ou l'univers.
Sauron, dans Le Seigneur des anneaux, est l'une des premières manifestations de cet archétype dans la littérature du XXe siècle.